# Francisco Núñez y Díaz
Francisco Núñez y Díaz (Sevilla, 1766-Granada, 1832), poeta y sacerdote, miembro de la Escuela poética sevillana del siglo XVIII.

## Biografía
De familia pobre e inclinado al sacerdocio, estudió Filosofía en la Universidad de Sevilla,  y se graduó en 1783 de bachiller en esta materia. Luego siguió en esa misma alma mater estudios de Teología hasta obtener igual grado en 1789. En 1791 alcanzó por oposición la plaza de capellán de Porcionistas del Real Colegio de San Telmo en Sevilla, donde enseñó además gramática y retórica; enfermó en la epidemia que afligió a Sevilla en 1800, pero, repuesto apenas, se distinguió como enfermero y ganó el puesto de primer capellán. En 1814 estuvo un breve tiempo en Madrid. Pasó después a capellán en la de los Reyes de Granada, donde murió. Perteneció a la Academia de Letras Humanas de Sevilla. Publicó en el Correo Literario de Sevilla de su amigo Justino Matute y Gaviria en 1804 una Oda a las ruinas de Itálica de inspiración neoclásica entre otras obras. Dominaba el latín, el francés y el italiano y estudió las bellas letras y la historia civil y eclesiástica. 